# Château d'Hauterive (Saint-Gérand-de-Vaux)
Pour les articles homonymes, voir Hauterive.
Le château d'Hauterive est un château situé à Saint-Gérand-de-Vaux, en France.

## Localisation
Le château est situé sur la commune de Saint-Gérand-de-Vaux, dans le département français de l'Allier.

## Historique
L'édifice est inscrit au titre des monuments historiques en 2000.